# 2moro
2moro là một nhóm nhạc nam của Đài Loan, với Thành viên là hai anh em sinh đôi giống hệt nhau Quách Ngạn Quân (郭彥均) và Quách Ngạn Phủ (郭彥甫). Cả hai cùng tốt nghiệp trường Cao đẳng Thể dục Thể thao Thành phố Đài Bắc.
Cặp song sinh lần đầu tiên biết đến mùi ngôi sao là vào năm thứ ba ở trường, khi một công ty quảng cáo đang tìm kiếm hai người có ngoại hình tương đương nhau để đóng một bộ phim quảng cáo đồ thể thao, họ thấy hai anh em là một lựa chọn tuyệt vời. Trước khi thu âm album đầu tay, họ từng đóng cùng nhóm nhạc nữ S.H.E trong bộ phim Vươn tới các vì sao (真命天女), cũng như đóng cùng các Diễn viên Singapore trong bộ phim truyền hình của đài Mediacorp có tên gọi Vũ điệu cầu vồng (舞出彩虹).
Nhóm phát hành album đầu tay Twins' First Disc (雙胞胎的初回盤) vào ngày 6 tháng 1 năm 2006. Album gồm 11 ca khúc, và bản hit Exciting 2006 (刺激2006) được biên soạn từ các trích đoạn trong 23 bài hát của các ca sĩ khác như là Tôn Yến Tư, Vương Lực Hoành và F4, với mỗi dòng là một trích đoạn từ một bài hát khác nhau. Ca khúc thứ hai trong album này là Giữ em lại (牽著你) đã trụ vững suốt hai tuần trên bảng xếp hạng Âm nhạc của đài Y.E.S. FM 93,3 (Singapore), leo lên vị trí thứ 19 của tuần vào ngày 26 tháng 2 năm 2006. Ca khúc thứ ba, Shabu Shabu, là phiên bản hát lại bằng tiếng Hoa của ca khúc Dragostea Din Tei vốn do nhóm O-Zone trình bày.
Hiện tại cả hai anh em đang làm MC cho chương trình tạp kỹ "Thực Thượng Ngoạn Gia" (食尚玩家 Super Taste) trên kênh TVBS Giải trí và TVBS-Asia.

## Thành viên
| Danh sách Thành viên của 2moro | Danh sách Thành viên của 2moro | Danh sách Thành viên của 2moro | Danh sách Thành viên của 2moro | Danh sách Thành viên của 2moro | Danh sách Thành viên của 2moro | Danh sách Thành viên của 2moro |
| Nghệ danh                      | Biệt danh                      | Ngày sinh                      | Chiều cao                      | Cân nặng                       | Nhóm máu                       |                                |
| ------------------------------ | ------------------------------ | ------------------------------ | ------------------------------ | ------------------------------ | ------------------------------ | ------------------------------ |
| Quách Ngạn Quân                |                                | 31 tháng 12, 1979              | 171 cm                         | 65 kg                          | A                              |                                |
| Quách Ngạn Phủ                 |                                | 31 tháng 12, 1979              | 172 cm                         | 66 kg                          | A                              |                                |

## Danh sách đĩa nhạc
| Năm  | Tựa đề                   | Danh sách bài hát |
| ---- | ------------------------ | --- |
| 2006 | 2moro 雙胞胎的初回盤     | Danh sách các bài 1. 牽著妳MV 2. 初吻 3. 牽著妳 4. Shabu Shabu 5. 刺激2006 6. 少了 7. 初吻Remix版 8. Shabu Shabu Kala版 9. 刺激2006Kala版 10. 少了 Kala版                                  |
| 2006 | 2 More Loves             | Danh sách các bài 1. 大明星狂想曲 2. 男生女生配 3. 圍巾 4. 朋友出去走走 5. 被騙了 6. 找到你 7. 牽著妳 8. 塔基拉BON 9. 兩個我 10. 少了 11. 刺激2006 12. 初吻 13. 夏天不打烊 14. Shabu Shabu |
| 2009 | 食尚玩家之食神歸位大便當 | Danh sách các bài 就要醬玩 (2moro) |